# 克雷布斯冰川
64°38′S 61°31′W / 64.633°S 61.517°W
克雷布斯冰川是南極洲的冰川，位於葛拉漢地西岸，最終注入夏洛特灣，該冰川首次由比利時的探險隊繪入地圖，以法國的飛行先驅命名。